# Кривец (Московская область)

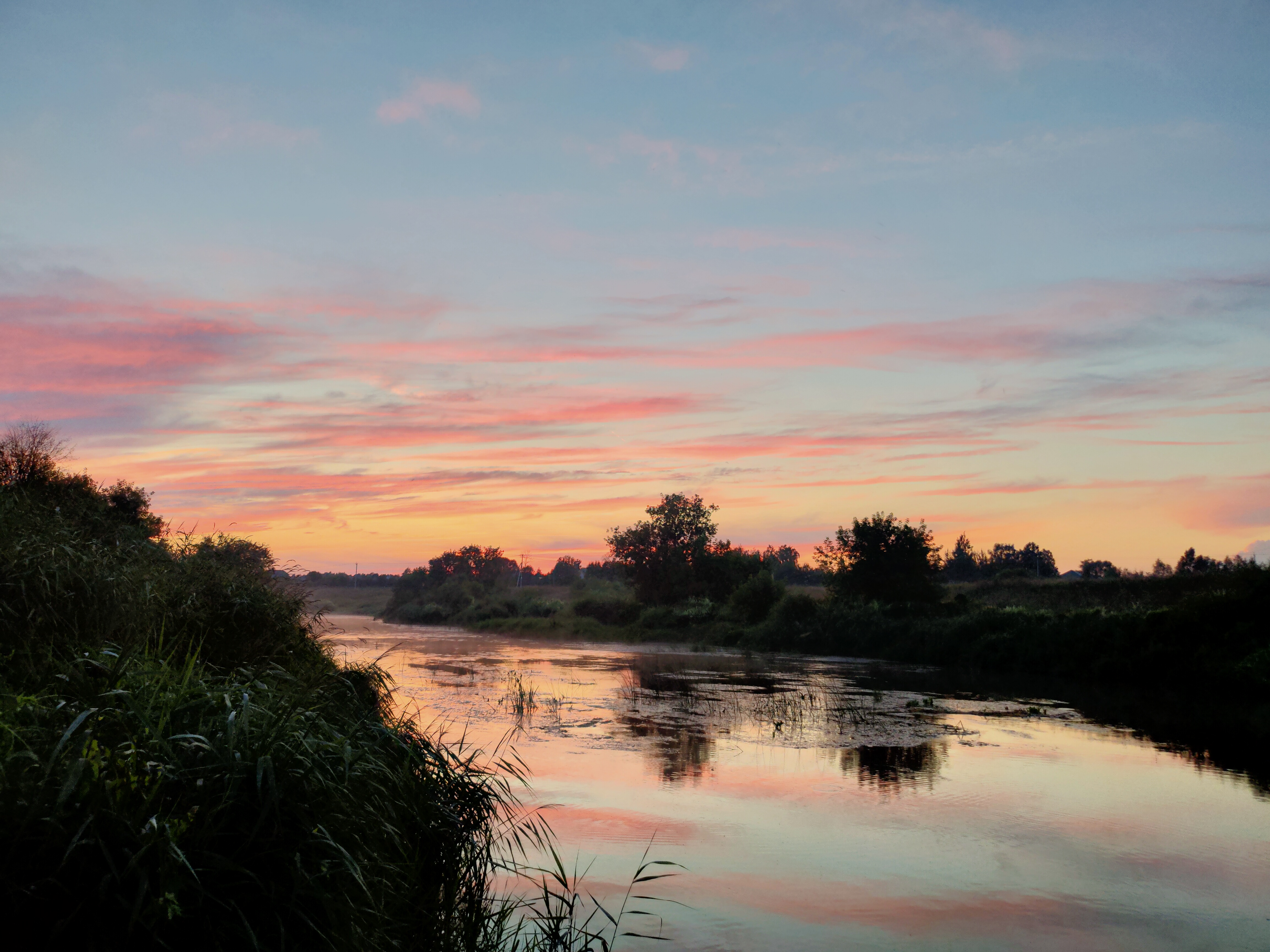
Река Дубна, летний вечер 2021 год

Кривец — деревня в составе Темпового сельского поселения Талдомского района Московской области России. Население — 2 чел. (2010).
В материалах Генерального межевания XVIII века деревня упоминается как Кривцова, что может быть связано с некалендарным личным именем Кривец, однако её расположение при излучине реки Дубны даёт возможность полагать, что в основе названия лежит народный географический термин кривец, обозначающий «изогнутую линию речного или озёрного берега». В более поздних источниках деревня фигурирует как Кривцы (Кривец) (1862), Кривца (1890), Кривец (1911 и позже).

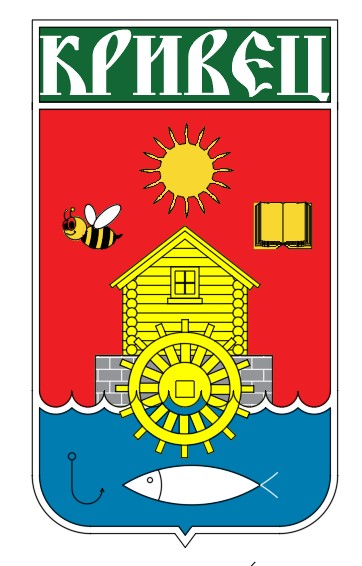
Официальная эмблема деревни Кривец, одобренная на общественном голосовании её жителей.

## Расположение
Расположена к западу от Талдома на левом берегу реки Дубны, рядом с деревнями Кутачи, Жуково и на правом берегу Кузнецово и Утенино.
До Талдома ведет сначала асфальтовая дорога, которая потом выходит на трассу Р112. С райцентром есть регулярное автобусное сообщение, расстояние до города — 11 километров.

## История

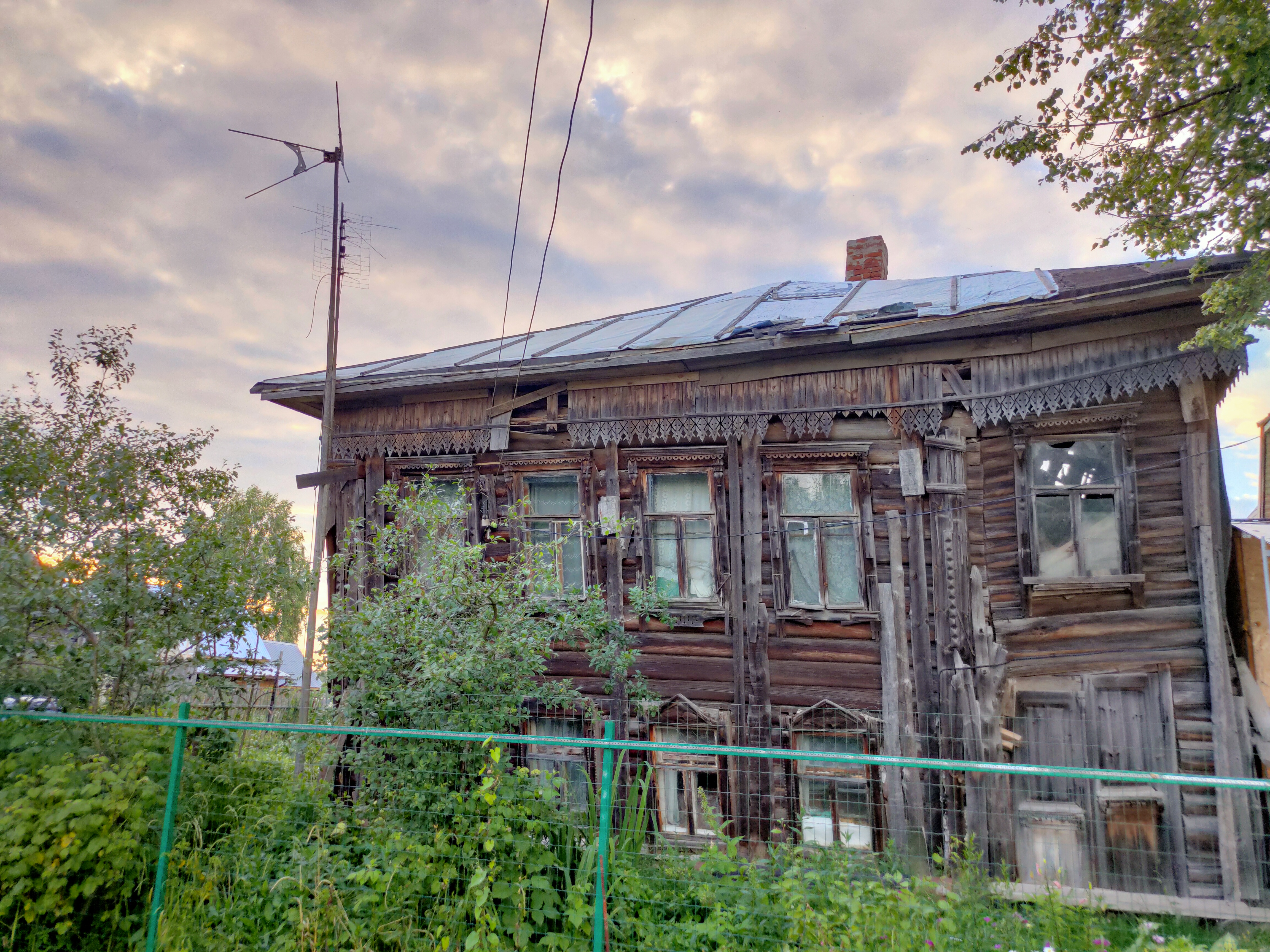
Кривец, старый двухэтажный дом.

По переписным книгам 1627-1628 годов деревня Кривец при  селе Веретье-Кутач на реке Дубне и речке Паз относится к вотчине Дмитровского Борисоглебского монастыря. При селе монастырский двор и Георгиевская церковь на погосте между речками Дубна и Паз. Примыкающие к селу деревни: Меледино на речке Паз, Иванцево и Кутач на Дубне, Стариково на Дубне и речке Пердошь, Горелуха, Юдино и Страшево на Дубне. Также починки: Власовский на реке Кунем-Вязье, Матюков, Михайлов, Ортёмово-Займище, Мытня-Зрихин, Мытня-Ольховичная, Грива, Жилин, Косяков, Мининский, Назимец, Поздичей, Усачёвский, Харкино, Хватков, Фурсов на Дубне, Яринский. Бывшие населённые пункты после польско-литовской интервенции (пустоши): Головинец на Сестре, Стрелка и Романцево на Дубне, Гридинская, Доронино, Легкоруково, Метково, Холм, Пронинская и Деренская по реке Кунем, Куничино-Раменье и Яковлевский починок, Баранов починок, Втыкилево, Зубарево, Корысть, Ларкино, Мелентьев починок, Овинище, Тихоновская, Жуково-Займище, Ольховик, Зобово, Гарево, Карпова, Кривовская, Климова, Обрамова, Короваевская на речке Пердошь, Ковригино, Костино, Лаврово, Пановка. И пустоши: Борок на Кунем и Кривец на Дубне.       
Всего: сельцо и погост с церковью, 7 деревень, 21 починок, 35 пустошей. Итого: 26 дворов и 38 человек. 
По переписным книгам 1678 года уже значится село Веретье с деревнями. Были из пустошей восстановлены деревни: Жуково-Займище, Кривец на ней была устроена мельница в 3 жернова, Ольховик на речке Ольховке, Зобово, Яринский починок (Яфимино), Легкоруково (Филиппово), Стрелка. Часть других пустошей были распаханы под пашни, часть получила новые названия. Всего: 80 дворов без учёта монастырского с 339 жителями.
Из истории Талдомского района известно:
Казенная деревня на р. Дубне. В 1862 году 39 дворов, проживало 220 жителей. В 1890 году 268 жителей.

### Советский период
В советское время на территории деревни располагались: библиотека, государственная пчелиная пасека, коровник, бетонная силосная яма. На поле рядом с деревней имелась бетонная вертолётная площадка для выгрузки минеральных удобрений. Осуществлялись полёты сельскохозяйственной авиации. Поле засевалось культурами для корма крупного рогатого скота: свекла, кукуруза, клевер. Через р. Дубна ежегодно строился деревянный мост, соединяющий д. Кривец и д. Утенино, позволяющий проезжать не только легковому транспорту, но и сельскохозяйственной технике.
До муниципальной реформы 2006 года входила в Юдинский сельский округ.

## Известные жители
Кочанов Игорь Викторович - член Союза Русских художников, Союза акварелистов, Союза архитекторов России. Попечитель и алтарник Казанской церкви в д.Иванцево и церкви Преподобного Сергея Радонежского в д. Зятьково.
Так же на территории Кривца проживают потомки великого русского художника Валентина Александровича Серова. 

## Население
| 1859 | 1890 | 1926 | 2002 | 2006 | 2010 |
| ---- | ---- | ---- | ---- | ---- | ---- |
| 220  | ↗268 | ↘207 | ↘3   | →3   | ↘2   |